# Slatinná louka u Roudničky
Slatinná louka u Roudničky este o arie protejată (arie specială de conservare — SAC, sit de importanță comunitară — SCI) din Republica Cehă întinsă pe o suprafață de 29,72 ha, integral pe uscat.

## Localizare
Centrul sitului Slatinná louka u Roudničky este situat la coordonatele 50°10′19″N 15°50′10″E / 50.171944°N 15.836111°E.

## Înființare
Situl Slatinná louka u Roudničky a fost declarat sit de importanță comunitară în aprilie 2005 pentru a proteja 1 specie de animale. Situl a fost protejat și ca arie specială de conservare în iulie 2012.

## Biodiversitate
Situată în ecoregiunea continentală, aria protejată nu include niciun habitat protejat.
La baza desemnării sitului se află o specie protejată de  nevertebrate: Vertigo angustior.